# 湊素堂
湊 素堂（みなと そどう、1912年（明治45年）7月14日 - 2006年（平成18年）7月24日）は、昭和から平成にかけて代表する臨済宗の禅僧。俗姓は湊。道号は葆州、法諱は素堂 (そどう)。室号は用いず。徳島県徳島市津田町出身。臨済宗建長寺派管長（1964年-1980年)、臨済宗建仁寺派管長（1989年-1999年)。湊 葆州（みなと ほしゅう) とも言う。世寿95。

## 生涯

### 出生から得度するまで
1912年 (明治45年) 7月14日、徳島県徳島市津田に湊勝治郎・たねの四男として生まれ、恵人（よしひと）と名付けられた。
1926年(大正15年) 4月、徳島県立徳島中学校（現・徳島県立城南高等学校）に入学。1932年(昭和7年) 4月、旧制高知高等学校に入学。山本玄峰が太玄和尚のもとで得度した寺として知られる臨済宗妙心寺派雪蹊寺に下宿し、その法縁を得たことが後に出家する大きなきっかけとなった。1935年(昭和10年) 4月、東京帝国大学文学部印度哲学梵文学科入学。在学中、円福僧堂師家の神月徹宗に参禅する。そして1938年 (昭和13年) 5月8日、兵庫県神戸市にある天龍寺派徳光院の住職・土岐湖山に就き得度した。素堂と諒す。

### 建仁僧堂掛塔から臨済宗東福寺派串本無量寺の住職時代まで
1942年(昭和17年) 9月、建仁僧堂に掛塔、竹田頴川に就き参禅弁道するが、1943年 (昭和18年) 8月には兵役応召の為、建仁僧堂を暫暇した。そして1945年 (昭和20年) 2月に帰錫。この頃には病気療養中であった頴川の看護に専念した。その後も修学院禅華院に疎開して一人で頴川の看護に励んだ。同年9月9日に頴川が遷化した後は、頴川の法嗣である竹田益州に就き、参禅を続ける。1954年 (昭和29年) には益州についてインドを巡錫。そして1955年(昭和30年) 4月に益州から嗣法。5月には和歌山県串本町にある臨済宗東福寺派の名刹・無量寺の住職となる。1961年 (昭和36年) 11月、円山応挙に所縁のある串本応挙芦雪館を建設した。

### 長徳寺時代から建長寺派管長兼僧堂師家時代
1961年 (昭和36年) 11月12日、埼玉県川口市の臨済宗建長寺派長徳寺に晋山し、11月に建長僧堂師家代参となる。3年後の1964年(昭和39年) 6月1日には臨済宗建長寺派管長兼僧堂師家に就任した。その後、1972年 (昭和47年) 3月には大衆と共に大島で経行。1977年 (昭和52年) 5月、建長寺開山蘭渓道隆(大豊禅師)七百遠年諱厳修した。同年9月にはアメリカに巡錫。

### 建長寺退山から建仁僧堂師家 管長就任から遷化まで
1980年 (昭和55年) 5月8日に師匠・竹田益州の命により建長寺退山を決意、同年5月10日に建仁僧堂師家就任となる。1981年 (昭和56年) 11月には、益州が団長を務めた第二次代表訪中団の副団長として中国巡錫。1989年 (平成元年) 6月20日、益州が遷化。同月、建仁寺派管長に就任する。1991年 (平成3年) 4月21日には開山(栄西)生誕八百五十年法要厳修する。同年10月2日には管長の晋山式を挙行。1992年(平成4年) 8月、霧島山にて脳梗塞を発症、国立南九州中央病院に入院。その後は京都第一赤十字病院等に入退院する。1999年 (平成11年) 7月14日、米寿祝賀会が開催される。同年8月には建仁寺派管長を退任。2006年 (平成18年) 7月24日遷化。

### 訃音
葆州大和尚　通夜並びに密葬予定
塔頭・近末各ご寺院様
- 7月25日　午後４時　納棺諷経　(黒衣・絡子)
- 7月25日　午後７時　納棺諷経　(黒衣・絡子)
- 7月26日　午後７時　納棺諷経　(黒衣・袈裟)
- 7月27日　午後２時～３時　密葬(黒衣・袈裟)
- 於・霊洞院

(建仁寺派宗報第61号　平成18年8月1日発行より)

## 建長寺退山　師命尊し
素堂は1961年 (昭和36年) 11月に建長僧堂師家代参となった後、1964年 (昭和39年) 6月からは建長寺派管長兼僧堂師家に就任、1980年 (昭和55年) 5月8日に建長寺を退山するまでの16年間、臨済宗建長寺派の隆盛に力を注いだ。しかし、師匠である竹田益州からの「戻ってきてほしい」という依頼に応えるため、「師命尊し」と修行の故地、建仁僧堂に移ることを決意した。
これについて、素堂自身も以下の様に書いている。
『京都の建仁寺僧堂の老師から老齢の故を以て帰って呉れとの依頼状を受けたのであるが、其の後の宗議会の席上の挨拶で其の由を報告し、「十八年間緑有って皆様の御援助で今日まで建長寺に居らしていただいたが、此の度師匠より帰って呉れないかと請われました。師の命は、万事に優先しますから誠に申し訳ありませんが京都に帰ります」と思いを決して断言しました。私としては断腸の思いでありました』

## 法嗣弟子
- 小堀泰巖(臨済宗建仁寺派管長　生1943～)

## 著作
- 『鎌倉十八年』湊素堂 著　大徹会発行　1981年4月
- 『素堂録』湊素堂 著　建仁僧堂 編　建仁僧堂発行　2008年7月

## 参考書籍
- 『素堂老漢の風香』建仁僧堂 編　建仁僧堂発行　2007年7月